# 요안니스 칸타쿠지노스 (핑게르니스)
요안니스 칸타쿠지노스(그리스어: Ἱωάννης Καντακουζηνός)는 1244년과 1249년 사이에, 둑스와 핀케르네스라는 직함을 가진 트라케시온 테마의 총독이었다. 1249년 그는 요안니스 3세 바타체스가 로도스의 지배자 요안니스 가발라스가 없는 동안 로도스를 침공하고 장악한 제노바에 대항하여, 파견한 원정군을 지휘했다.
말년에 요안니스 칸타쿠지노스는 요안니키오스(Ιωαννίκιος)라는 이름을 사용하여 수도사가 되었으며 1257년 이전에 사망했다.
도널드 니콜은 미하일 8세 팔라이올로고스의 누이인 이레네 콤네네 팔라이올로기나의 남편이자 요안네스 칸타쿠제노스 콤네노스 앙겔로스와 이 요안니스의 동일성을 뒷받침하는 증거를 제공한다. 이 부부의 알려진 자녀는 다음과 같다.

## 가족
- 테오도라 라울라이나, (1) 게오르기오스 무잘론, (2) 요한네스 라울 페트라리파스의 아내
- 마리아, 콘스탄틴 티크의 아내
- 안나, 니케포로스 1세 콤네노스 두카스의 아내
- 에우제니아, 시르기안네스의 아내로, 시르기아네스 팔레올로고스의 어머니
- 이름이 알려지지 않은 5번째 딸, 테오도로스 무잘론과 결혼한 사람.